# Groß-Siegharts
Groß-Siegharts – miasto w Austrii, w kraju związkowym Dolna Austria, w powiecie Waidhofen an der Thaya. Według Austriackiego Urzędu Statystycznego liczyło 2 767 mieszkańców (1 stycznia 2014).

## Współpraca
Miejscowości partnerskie:
- Dačice, Czechy
- Gaming, Dolna Austria
- Poniatowa, Polska